# Phan Thanh Hậu
Phan Thanh Hậu (sinh ngày 12 tháng 1 năm 1997) là một cầu thủ bóng đá người Việt Nam chơi ở vị trí tiền vệ trung tâm cho câu lạc bộ Quảng Nam tại V.League 1.
Thanh Hậu là sản phẩm của lò đào tạo bóng đá Hoàng Anh Gia Lai - Arsenal JMG, một học viện được thành lập giữa sự liên kết của câu lạc bộ bóng đá Arsenal, học viện JMG và tập đoàn Hoàng Anh Gia Lai tại Việt Nam.
Năm 2014, sau khi tỏa sáng trong màu áo U-19 Việt Nam tại Giải vô địch bóng đá U-19 châu Á 2014, Thanh Hậu được lọt vào danh sách 40 cầu thủ trẻ triển vọng nhất Thế giới do The Guardian bình chọn.

## Sự nghiệp câu lạc bộ

#### Hoàng Anh Gia Lai

###### Cầu thủ trẻ
Sinh và lớn lên ở vùng quê tại xã Đức Nhuận, huyện Mộ Đức, tỉnh Quảng Ngãi, Thanh Hậu học giỏi tất cả các môn tự nhiên và xã hội. Nhưng vì duyên với trái bóng tròn, nên Hậu quyết gắn với cái nghiệp quần đùi áo số. Thanh Hậu gia nhập học viện Bóng đá Hoàng Anh Gia Lai - JMG vào ngày 15 tháng 8 năm 2009, là 1 trong 10 học viên trúng tuyển vào khóa 2 (niên khóa 2009-2016), cùng với Nguyễn Hữu Anh Tài và Hoàng Thanh Tùng.
Mặc dù là cầu thủ thuộc khóa 2 nhưng Thanh Hậu đã sớm được đôn lên thi đấu cùng lớp Học viên của khóa 1. Và Thanh Hậu đã chứng tỏ được khả năng của mình ở hàng tiền vệ khi có thể chơi tốt ở các vị trí trên hàng tiền vệ, từ tiền vệ trung tâm cho tới tiền vệ cánh. Được biết, trong nhiều bài thi, kiểm tra định kỳ do Học viện HA.GL Arsenal JMG tổ chức, Thanh Hậu thường xuyên vượt qua các thử thách không mấy khó khăn và có số điểm nằm trong nhóm dẫn đầu. Có lối chơi chững chạc, kỹ thuật khá nhân khéo léo nhưng nhược điểm của Phan Thanh Hậu là thể hình mỏng cơm (cao 1m69, nặng 54 kg). Chính vì thế, Thanh Hậu thường xuyên gặp phải những chấn thương và phải nghỉ tập luyện cũng như thi đấu.
Do thể hình kém cũng như hay dính chấn thương, Thanh Hậu gặp khó khăn khi phải cạnh tranh vị trí cả ở cấp tuyển trẻ Quốc gia cũng như tuyển trẻ câu lạc bộ. Tuy nhiên với tư duy sáng tạo, sức bền và kỹ thuật tốt, nên mỗi lần góp mặt Thanh Hậu đều để lại ấn tượng rất lớn đối với người hâm mộ và giới chuyên môn. Trong trận chung kết giải U21 Quốc tế 2015, HLV Nguyễn Quốc Tuấn bất ngờ xếp Phan Thanh Hậu ở đội hình xuất phát và tiền vệ sinh năm 1997 này đã không phụ lòng ông thầy khi chơi một trận quá xuất sắc trước U19 Hàn Quốc để giành chức vô địch về cho U21 Hoàng Anh Gia Lai. Mặc dù tiếp tục góp mặt trong đội hình U21 Hoàng Anh Gia Lai thành công tại giải bóng đá U21 Quốc gia bằng vị trí thứ ba năm 2016 và chức vô địch năm 2017, nhưng do lối chơi rườm rà, tầm vóc nhỏ bé, khả năng tranh chấp hạn chế khiến Thanh Hậu vẫn chỉ là quân bài dự bị.

###### Đội 1
Từ năm 2015, Phan Thanh Hậu bắt đầu xuất hiện trong đội hình dự bị của Hoàng Anh Gia Lai tại V-league. Dù phải cạnh tranh vị trí với Tuấn Anh, Xuân Trường nhưng Phan Thanh Hậu vẫn có 466 phút ra sân và ghi được 1 bàn thắng. Ở mùa giải 2016 khi Tuấn Anh, Xuân Trường xuất ngoại, Thanh Hậu được kỳ vọng là người sẽ khỏa lấp khoảng trống ở khu vực giữa sân và được tạo điều kiện ra sân đến 13 trận, tuy nhiên chỉ có 4 trận được xuất phát trong đội hình chính. Ở mùa giải 2017, Phan Thanh Hậu tỏ ra sụt giảm vai trò khi chỉ có 3/8 trận đá chính cho HAGL. Cùng với sự trở lại của Lương Xuân Trường từ Gangwon FC đã khiến Thanh Hậu đối mặt với việc phải chuyển về thi đấu cho Hải Phòng bằng một hợp đồng cho mượn có thời hạn 1 năm. Cuối cùng phi vụ này đã bất thành vì ngay khi GĐKT Chung Hae-seong quay lại Pleiku làm việc chuẩn bị cho mùa giải mới, chuyên gia người Hàn Quốc đã kiên quyết giữ lại Thanh Hậu, vì cho rằng đây là một trong những quân bài chiến lược của đội bóng phố Núi ở mùa giải tới.

## Sự nghiệp quốc tế
Trận đấu đầu tiên của Phan Thanh Hậu trong màu áo của một đội tuyển trẻ quốc gia là khi được tung vào sân trong hiệp 2 thay cho Xuân Trường trong trận gặp U19 Hàn Quốc tại vòng chung kết U19 châu Á 2014. Tới trận gặp U19 Nhật Bản, Phan Thanh Hậu thế chỗ Xuân Trường ở hàng tiền vệ của U19 Việt Nam và đã thi đấu tròn vai. Sau giải đấu Thanh Hậu bất ngờ được cây viết John Duerden - chuyên gia bóng đá châu Á của tờ Guardian - chọn vào top 40 cầu thủ trẻ triển vọng nhất thế giới. Tuy nhiên sau đó sự nghiệp Quốc tế của Phan Thanh Hậu bắt đầu chững lại mặc dù vẫn có mặt trong thành phần đội tuyển bóng đá U19 và U20 quốc gia tham dự Giải vô địch bóng đá U19 Đông Nam Á 2016 và Giải vô địch bóng đá U-20 thế giới 2017.

## Thống kê sự nghiệp
| Câu lạc bộ          | Mùa giải            | Giải đấu            | Giải đấu | Giải đấu | Cúp quốc gia | Cúp quốc gia | Khác | Khác | Tổng cộng | Tổng cộng |
| Câu lạc bộ          | Mùa giải            | Hạng                | Trận     | Bàn      | Trận         | Bàn          | Trận | Bàn  | Trận      | Bàn       |
| ------------------- | ------------------- | ------------------- | -------- | -------- | ------------ | ------------ | ---- | ---- | --------- | --------- |
| Hoàng Anh Gia Lai   | 2015                | V.League            | 8        | 1        | —            | —            | —    | —    | 8         | 1         |
| Hoàng Anh Gia Lai   | 2016                | V.League            | 13       | 0        | —            | —            | —    | —    | 13        | 0         |
| Hoàng Anh Gia Lai   | 2017                | V.League            | 8        | 0        | —            | —            | —    | —    | 8         | 0         |
| Tổng cộng sự nghiệp | Tổng cộng sự nghiệp | Tổng cộng sự nghiệp | 29       | 1        | —            | —            | —    | —    | 29        | 1         |

### Bàn thắng quốc tế

#### U-23
| #  | Ngày                | Địa điểm                                               | Đối thủ    | Bàn thắng | Kết quả | Giải đấu                                  |
| -- | ------------------- | ------------------------------------------------------ | ---------- | --------- | ------- | ----------------------------------------- |
| 1. | 19 tháng 2 năm 2019 | Sân vận động Olympic Phnôm Pênh, Phnôm Pênh, Campuchia | Đông Timor | 3–0       | 4–0     | Giải vô địch bóng đá U-22 Đông Nam Á 2019 |

## Thành tích

### Câu lạc bộ
U21 Hoàng Anh Gia Lai
- Giải bóng đá U21 quốc gia

 Hạng ba: 2016
 Vô địch: 2017
- Giải bóng đá U21 Quốc tế báo Thanh niên

 Vô địch: 2015

### Quốc tế
U19 Việt Nam
- Giải vô địch bóng đá U-19 Đông Nam Á

 Á quân: 2013, 2014, 2015
 Hạng ba: 2016
- Cúp Hassanal Bolkiah

 Á quân: 2014
U21 Việt Nam
- Giải bóng đá U21 Quốc tế báo Thanh niên

 Á quân: 2017